# Salt River (Arizona)
De Salt River is een rivier in de Verenigde Staten met een lengte van 320 km die ontstaat door de samenvloeiing van de White River en Black River in de White Mountains in Arizona. Belangrijke zijrivieren zijn Tonto Creek en Verde River. De Salt River stroomt westwaarts en mondt uit in de Gila voorbij Phoenix.
De naam van de rivier (Zoutrivier) is afgeleid van het feit dat hij stroomt door een gebied met belangrijke zoutafzettingen. In zijn benedenloop is de Salt River een periodieke rivier, onder andere door het aftappen van water voor landbouw en menselijk gebruik.

## Watergebruik
Tussen 900 en 1300 bouwden de Hohokamindianen een netwerk van kanalen om hun velden te irrigeren met het water van de Salt River. Vanaf 1868 werd opnieuw begonnen met het gebruiken van het water van de rivier voor irrigatie, ditmaal door kolonisten. De benedenloop wordt gekenmerkt door een reeks van dammen en stuwmeren, waarvan de grootste Theodore Roosevelt Dam is. Deze dam, met Theodore Roosevelt Lake, is gebouwd in 1911. Deze stuwmeren moeten de watervoorziening voor de landbouw en de bevolking van meer dan vier miljoen zielen in de omgeving van Phoenix verzekeren. Voorbij de samenvloeiing met de Verde River ligt de Granite Reef Diversion Dam, die het grootste deel van het debiet van de rivier afleidt voor het gebruik door de bevolking van Phoenix. Voorbij deze dam, in de stad Phoenix, staat de Salt River meestal droog.
- Library of Congress Control Number: sh90005150
- National Archives and Records Administration: 10038740
- Nationale Bibliotheek van Israël: 987007539478305171